# پروژه سیاه

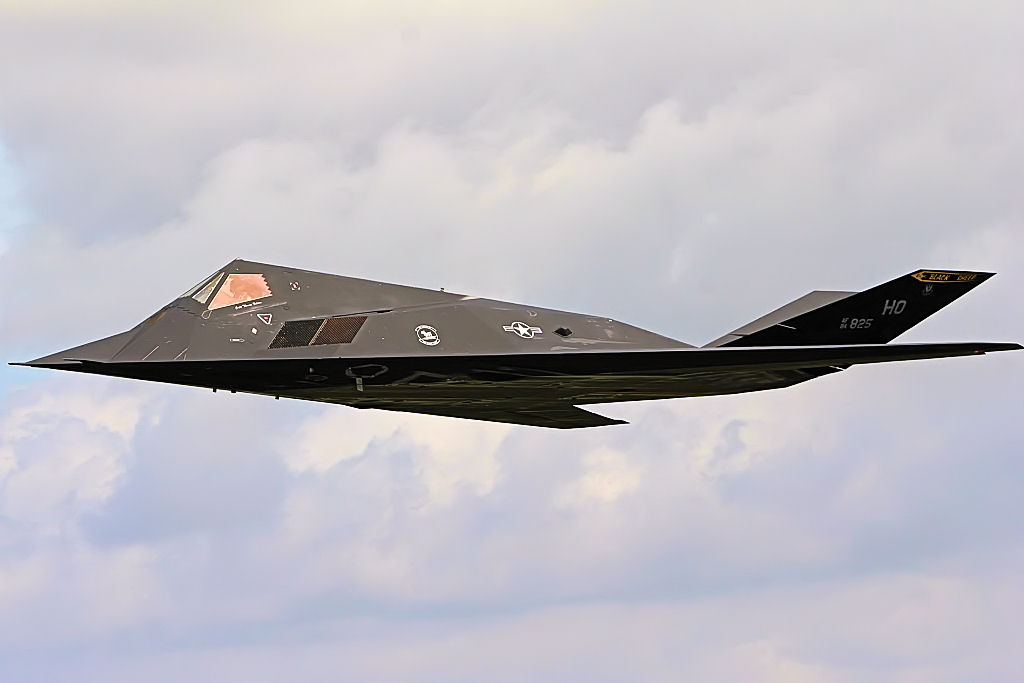
هواپیمای لاکهید اف-۱۱۷ نایت‌هاوک یکی از پروژه های سیاه ایالات متحده آمریکا

پروژه سیاه، گزاره‌ای برای پروژه‌های دفاعی یا نظامی سری است که معمولاً حکومت کشور، کارکنان نظامی، و پیمانکاران درباره آن به مردم، چیزی نمی‌گویند. نمونه پروژه سیاه در ایالات متحده آمریکا توسعه هواگردهای شناساگریز لاکهید اف-۱۱۷ نایت‌هاوک و نورثروپ گرومن بی-۲ اسپیریت است. هر دو این پروژه‌ها چنان حساس و پنهان بودند که تا هنگام علنی‌شدنشان، وجود آنها رد می‌شد. در آمریکا گزاره رسمی برای پروژه سیاه، برنامه دسترسی ویژه است. پولی که برای پشتیبانی این پروژه‌ها هزینه می‌شود بودجه سیاه نامیده می‌شود.

## نمونه

### ایالات متحده آمریکا

#### گذشته
- پروژه منهتن
- نورثروپ گرومن بی-۲ اسپیریت: بمب‌افکن شناساگریز
- سیکورسکی یواچ-۶۰ بلک هاوک: بالگرد شناساگریز
- پرنده شکاری بوئینگ: نمایانگر فناوری شناساگریز
- لاکهید اف-۱۱۷ نایت‌هاوک: هواگرد شناساگریز برای حمله به اهداف روی زمین
- کی‌اچ-۱۱ کنن: ماهواره شناسایی
- لاکهید اس آر-۷۱: هواگرد شناسایی بسیار بلند پرواز با عدد ماخ ۳/۳
- لاکهید سی‌ال-۴۰۰ سانتان: هواگرد شناسایی بسیار بلند پرواز و بسیار سریع
- لاکهید یو-۲: هواگرد شناسایی بسیار بلند پرواز
- لاکهید مارتین آر کیو ۱۷۰ سنتینل
- لاکهید مارتین پولکت: پهپاد
- نورثروپ تاکیت بلو
- عملیات چرخند[۱]
- لاکهید مارتین آرکیو-۳ دارک‌استار پهپاد بسیار بلند پرواز
- سی شدو (آی‌ایکس-۵۲۹): کشتی آزمایشی شناساگریز نیروی دریایی
- دوبه هیوز ماینینگ: پروژه‌ای که به آژانس اطلاعات مرکزی، اجازه داد زیردریایی کی-۱۲۹ (۱۹۶۰) اتحاد جماهیر شوروی سوسیالیستی را غرق کند.
- منطقه ۵۱
- لاکهید مارتین اس‌آر-۷۲: پهپاد شناسایی شناساگریز که لاکهید مارتین، وجود آنرا در اکتبر ۲۰۱۳ تایید کرد.[۲][۳]

#### طبقه‌بندی شده یا بر پایه حدس و گمان
- پلتفرم شناسایی کشتی هوایی بادکنکی شناساگریز[۴][۵][۶]
- آرورا (هواپیما)
- تی‌آر-۳

### چین
- شیان اچ-۲۰

### پاکستان
- آزمایشگاه‌های پژوهشی خان
- برنامه اتمی پاکستان

### آفریقای جنوبی
- پروژه کست (Coast)
- اطلس کارور (Atlas Carver)